# Церопегия Сандерсона
Церопегия Сандерсона (лат. Ceropegia sandersonii) — вид суккулентных лиан рода Церопегия (Ceropegia), семейства Кутровые (Apocynaceae), естественно произрастающий на территории Южной Африки (Мозамбик и ЮАР).

## Название
Родовое латинское название Ceropegia происходит от двух греческих слов: keros, что означает «воск» или «восковая свеча», и pegnynai, что означает «собираться» или «объединяться», возможно, из-за похожих на люстры соцветий некоторых видов. Также, вторая часть слова может происходить от греческого слова pege — «фонтан».
Эпитет sandersonii был дан в честь Джона Сандерсона (1820–1881), шотландца, который в 1851 году приехал в Квазулу-Натал (ЮАР). Сандерсон был журналистом, но также увлекался сбором многочисленных образцов растений, которые он отправлял в Кью (Англия) и Дублин (Ирландия).

## Ботаническое описание

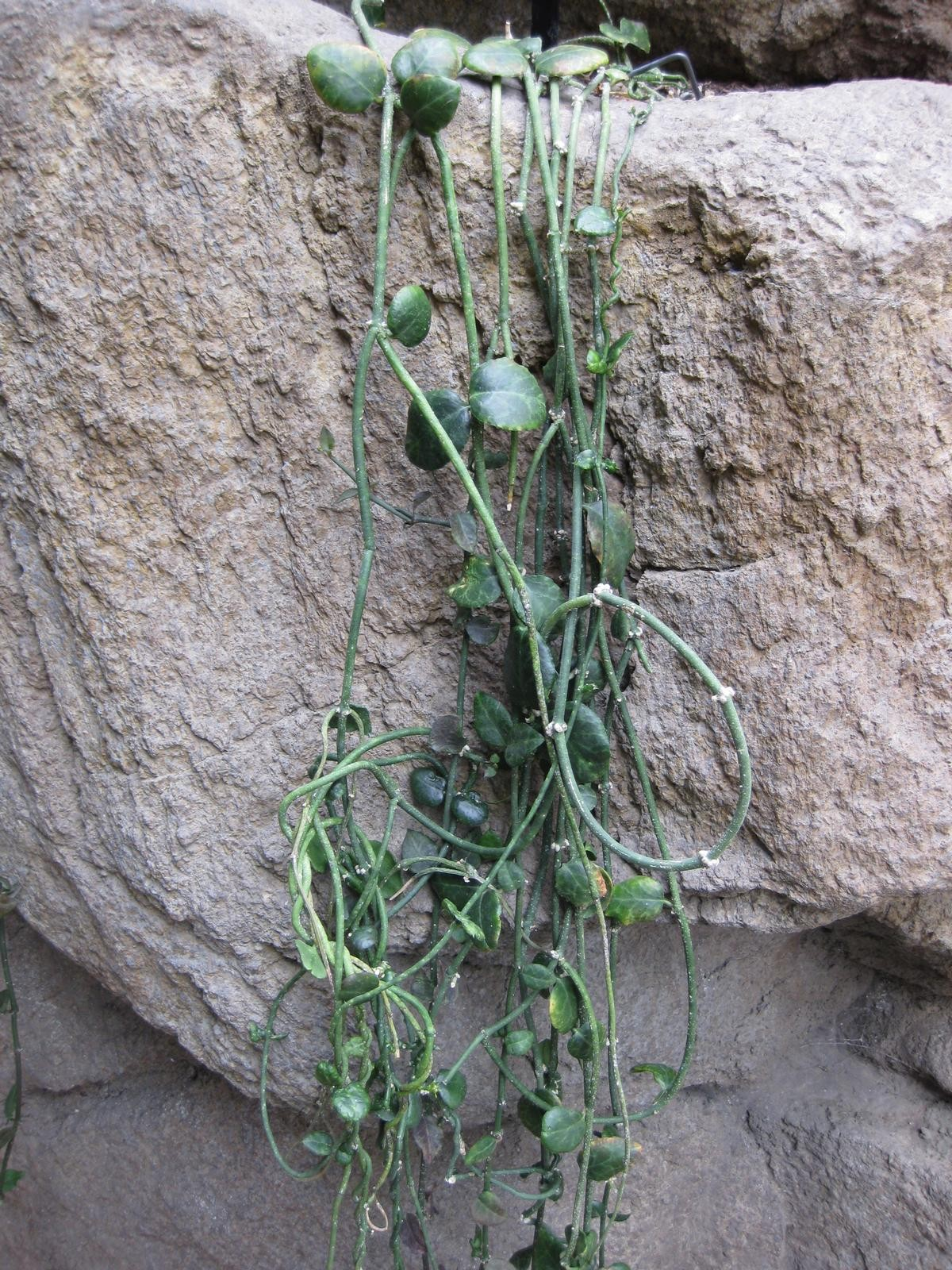
Растение в Бруклинском ботаническом саду

Церопегия Сандерсона — многолетняя суккулентная лиана, которая распространяется по кустарникам и деревьям. Ее стебли имеют длину 1-4 м и толщину около 5 мм, образованные из пучка мясистых, цилиндрических, белых корней. Листья на стеблях расположены попарно, слегка бородавчатые, и их форма может быть от яйцевидно-ланцетной до сердцевидно-яйцевидной, с сердцевидным основанием, длиной 16-50 мм и шириной 12-25 мм. Черешок толстый, его длина приблизительно 6 мм.
В соцветиях формируется от 2 до 4 цветков, которые появляются последовательно, один за другим. Цветоносы имеют длину около 10 мм; венчик трубчатый, бледно-зеленый с более темными вертикальными полосами и зеленой или пурпурно-бордовой верхушкой кроны на зеленом фоне. Венчик имеет длину от 40 до 70 (или даже 80) мм и диаметр 25-50 мм на вершине; трубка достигает длины 38-50 мм.

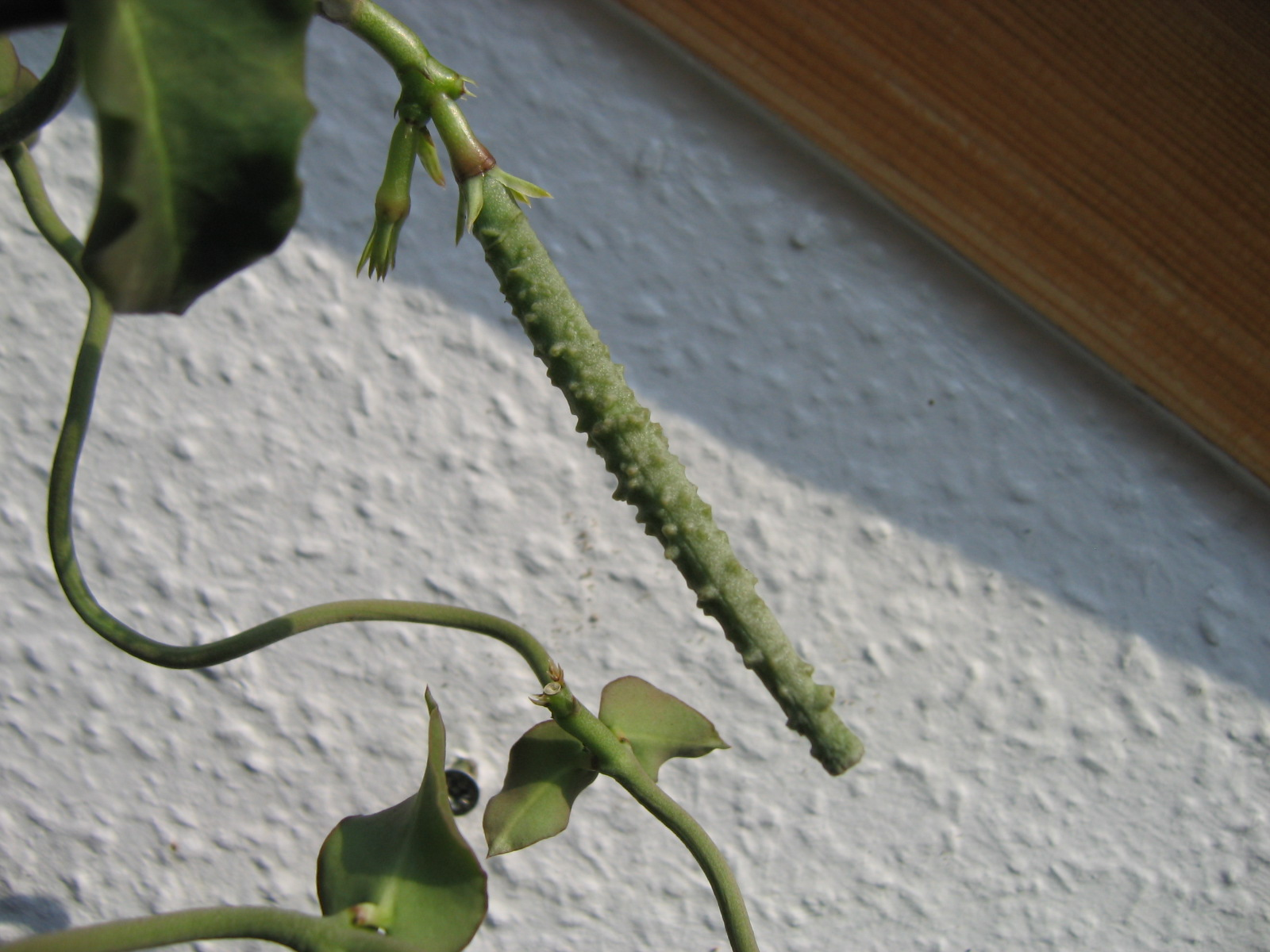
Плод

Основание, содержащее гиностемий и корону, слегка вздутое или яйцевидное. Доли венчика на верхушке колокольчатые и расширяются за счет 5 лопастей, которые сходятся и образуют зонтиковидный навес, окаймленный шелковистыми белыми или фиолетовыми волосками. Отверстия между сегментами также называют окнами, отсюда и общее название «оконных цветов». Пыльца собирается в специальные структуры, называемые поллиниями. Плоды обычно представляют собой парные ± горизонтально распространяющиеся листовки длиной 75–130 (–140) мм и шириной 7–8 (–11) мм, с морщинистой поверхностью и от зеленого до пурпурного оттенка.
Этот вид является долгоживущим растением. Растения цветут летом и осенью, в основном с ноября по март в дикой природе, но в культуре они могут цвести круглый год.

## Распространение
Растение произрастает в Южной Африке, в ЮАР и Мозамбике. Это вьющийся суккулент, который обычно встречается в субтропических биомах. Растения растут в саванне Бушвельда или в районах, где обычно отсутствуют заморозки. Он был обнаружен на высотах от 340 до 1000 м над уровнем моря. Растения естественным образом распространены от жарких юго-восточных частей низкогорья Мпумаланга до Эсватини, Зулуленда и более теплых районов Квазулу-Натала, а также на юг до Порт-Шепстона; также они встречаются так далеко на север, как Мапуту в Мозамбике.

## Экология

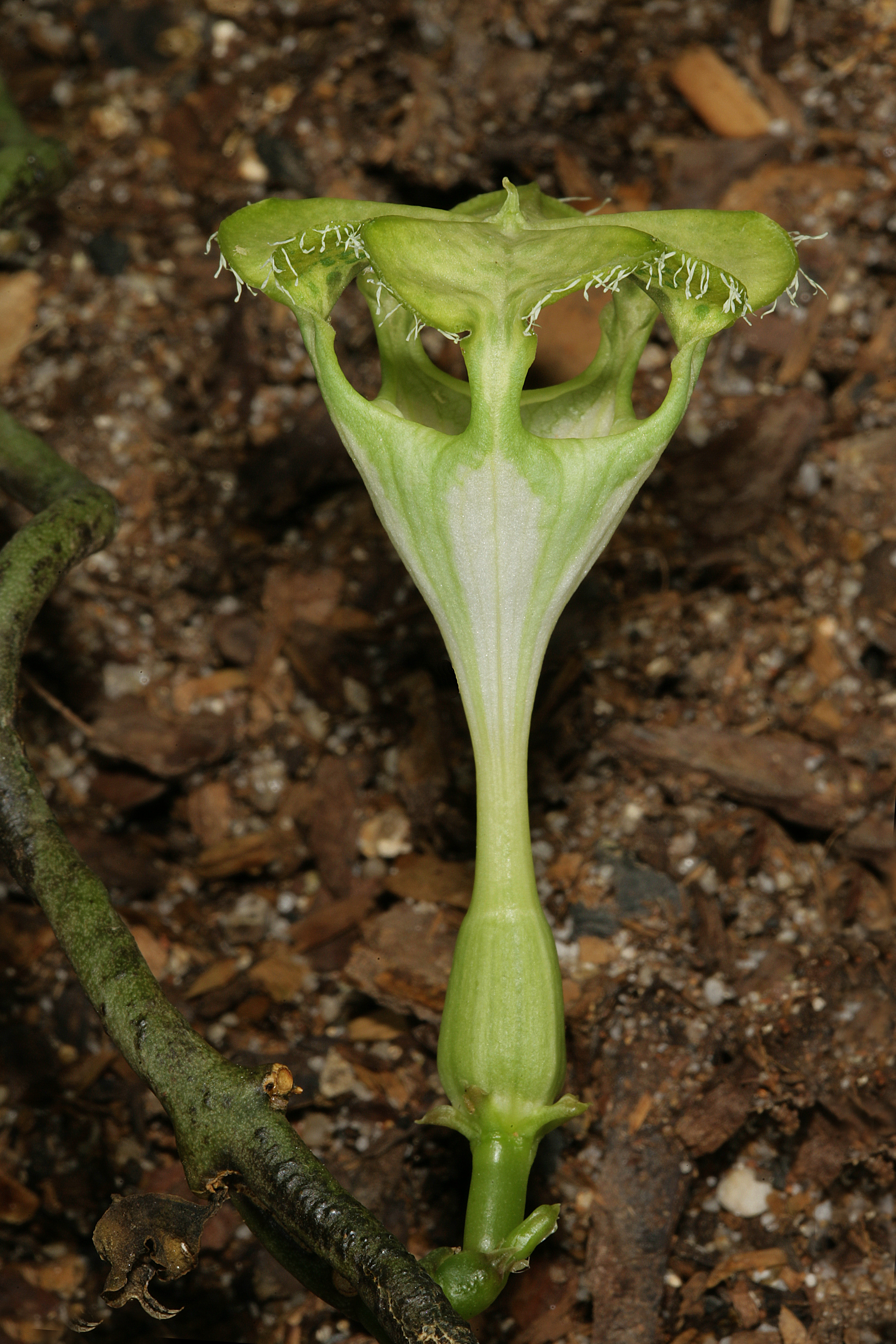
Цветок

Цветки источают аромат, который содержит вещества, похожие на феромоны, выделяемые пчелами в смертельной опасности в качестве предупреждающего сигнала для компаньонов. Таким образом, некоторые плотоядные мухи, единственные, которые опыляют растение, привлекаются к цветку в надежде полакомиться пчелой, которой там нет.
У цветков этого растения есть особая трубчатая структура, которая специально адаптирована для привлечения опылителей. Внутри трубки, особенно у устья и выше базального вздутия, находятся волоски, направленные вниз. Это затрудняет или делает невозможным перемещение опылителя обратно наружу. Опылитель почти вынужден двигаться дальше вниз, где находится структура с пыльцевой массой. Пыльцевые мешочки прикрепляются к телам опылителей. Через 2–4 дня цветки начинают увядать, и опылитель может покинуть цветок, перенося пыльцу на другой цветок для оплодотворения.
После опыления формируются листовки, содержащие многочисленные семена, которые распространяются ветром с помощью волосков, похожих на парашюты.

## Таксономия
Ceropegia sandersonii Decne. ex Hook.f., Bot. Mag. 95: t. 5792 (1869).

### Синонимы
Гетеротипные (основанные на разных номенклатурных типах):
- Ceropegia sandersoniae Hook.f. (1887), orth. var.